# Metagonia penduliflora
Metagonia penduliflora là một loài thực vật có hoa trong họ Thạch nam. Loài này được (Gaudich.) Nutt. mô tả khoa học đầu tiên năm 1843.